# Pinsà de Darwin de manglar
El pinsà de Darwin de manglar (Camarhynchus heliobates) és un ocell de la família dels tràupids (Thraupidae).

## Hàbitat i distribució
Habita zones de manglar a les illes Galápagos occidentals de Fernandina i Isabela.